# Non finito

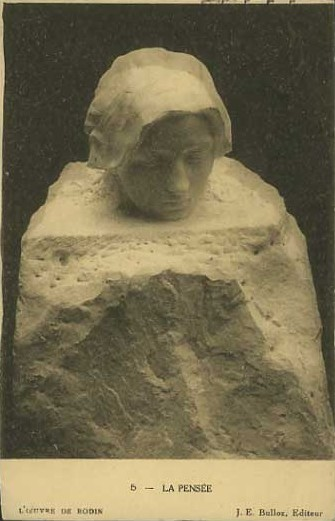
Non finito nel Pensiero di Auguste Rodin, del 1895

Il non finito è una tecnica di scultura e indica un'opera incompiuta. L'espressione, di origine italiana, è filtrata in ogni lingua. 
Le opere non finite appaiono incompiute perché l'artista scolpisce solo una parte del blocco, con le figure che sembrano imprigionate nel materiale. La tecnica, inaugurata da Donatello, raggiunse il suo grado di perfezione con Michelangelo.
La differenza tra un torso e il non finito è che l'artista ha usato più materiale del necessario e ci sono ancora parti non trasformate, mentre un torso ha parti "tagliate"; inoltre altre parti anatomiche (spesso braccia o gambe) non devono far parte della scultura finita. 

## Storia
L'espressione non finito fu usata sin dal 1435 in concomitanza con i primi disegni, che furono poi considerati una forma d'arte indipendente. Il fatto che esista "nulla linea" ("nessuna linea") in natura ha portato gli artisti di questa generazione a riconoscere la più alta forma di astrazione. Allo stesso tempo essi "presumevano" che il destinatario dovesse essere in grado di vedere qualcosa che non era completamente formulato nel disegno (i disegni non possono essere di per sé naturalistici, mentre la pittura ad acquerello e il pastello sì). Leonardo da Vinci ha sottolineato, nel suo Trattato della pittura, che il non finito significa un alto successo artistico e intellettuale. In neurologia, questo fatto è stato considerato comprovato circa 550 anni dopo, e il riempimento percettivo è un termine che indica questa prestazione del cervello.

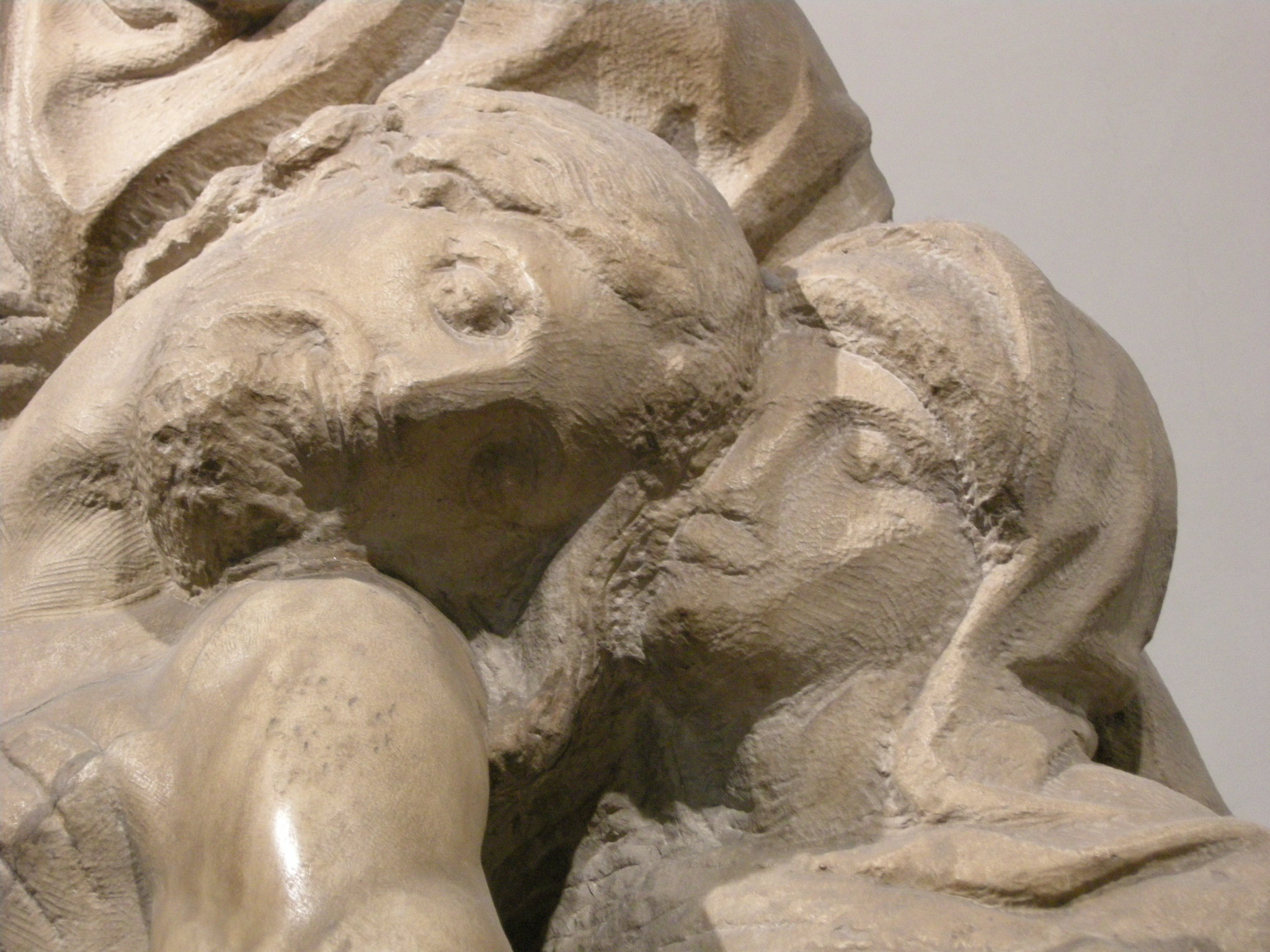
Non finito nella Pietà Bandini di Michelangelo.

Il non finito attinge dalla filosofia platonica, secondo cui qualsiasi opera d'arte non assomiglia mai completamente alla sua controparte celeste. L'atto di lasciare un'opera incompiuta è in tal caso dunque voluto, come è provato dalla firma talora apposta dello scultore (l'esempio più noto in questo senso è la Pietà vaticana di Michelangelo).

## Esempi di non finito
- Pensiero di Auguste Rodin
- Psyche di Auguste Rodin
- Pietà Bandini di Michelangelo
- Prigioni di Michelangelo
- Tomba di Giulio II di Michelangelo